# Centre d'éducation et de formation en alternance
 (mai 2016).
Si vous disposez d'ouvrages ou d'articles de référence ou si vous connaissez des sites web de qualité traitant du thème abordé ici, merci de compléter l'article en donnant les références utiles à sa vérifiabilité et en les liant à la section « Notes et références ».
Un Centre d'éducation et de formation en alternance (CEFA) est une structure commune à plusieurs établissements d’enseignement secondaire ordinaire et spécialisé de plein exercice en Communauté française de Belgique. 
Cette structure organise un enseignement en alternance :
- au 2e degré et au 3e degré, l'enseignement technique de qualification ou l'enseignement

professionnel (y compris la forme 4) ;
- l’enseignement secondaire spécialisé de forme 3.

Toutefois, un CEFA peut ne comporter qu’un seul établissement.
Le CEFA a son siège administratif dans un établissement d’enseignement secondaire ordinaire de plein exercice, qui est dénommé « établissement siège ».
Une formation en alternance ne s’organise qu’aux 2e et 3e degrés de l’enseignement professionnel et au 3e degré de l’enseignement technique de qualification.
Les établissements d’enseignement secondaire ordinaire de plein exercice qui organisent de l’enseignement technique de qualification ou de l’enseignement professionnel au 2e et au 3e degrés et qui participent à l’organisation de l’enseignement secondaire en alternance sont désignés « établissements coopérants ». 
De même, les établissements d’enseignement secondaire spécialisé et les établissements d’enseignement de promotion sociale qui participent à l’organisation de l’enseignement secondaire en alternance sont des « établissements coopérants ».

## Structure
L’enseignement secondaire en alternance comprend un enseignement qui est organisé conformément aux articles 45, 47 et 49 du décret du 24 juillet 1997 définissant les missions prioritaires de l'enseignement fondamental et de l'enseignement secondaire et organisant les structures propres à les atteindre.